# Lac du Vieux Émosson
Ne doit pas être confondu avec Lac d'Émosson.
Le lac du Vieux Émosson est un lac de barrage situé dans le canton du Valais en Suisse et retenu par le barrage-voûte du Vieux Émosson.

## Situation
Le lac du Vieux Émosson est situé en amont du barrage du Vieux Émosson, dans la commune de Finhaut en Valais. 

## Géographie
Il se situe à 2 225 mètres d'altitude, noyant l'alpage du Vieux Émosson.

## Histoire
Le lac du Vieux Émosson a été formé à la suite de la construction du barrage du Vieux Émosson, terminé en 1955.

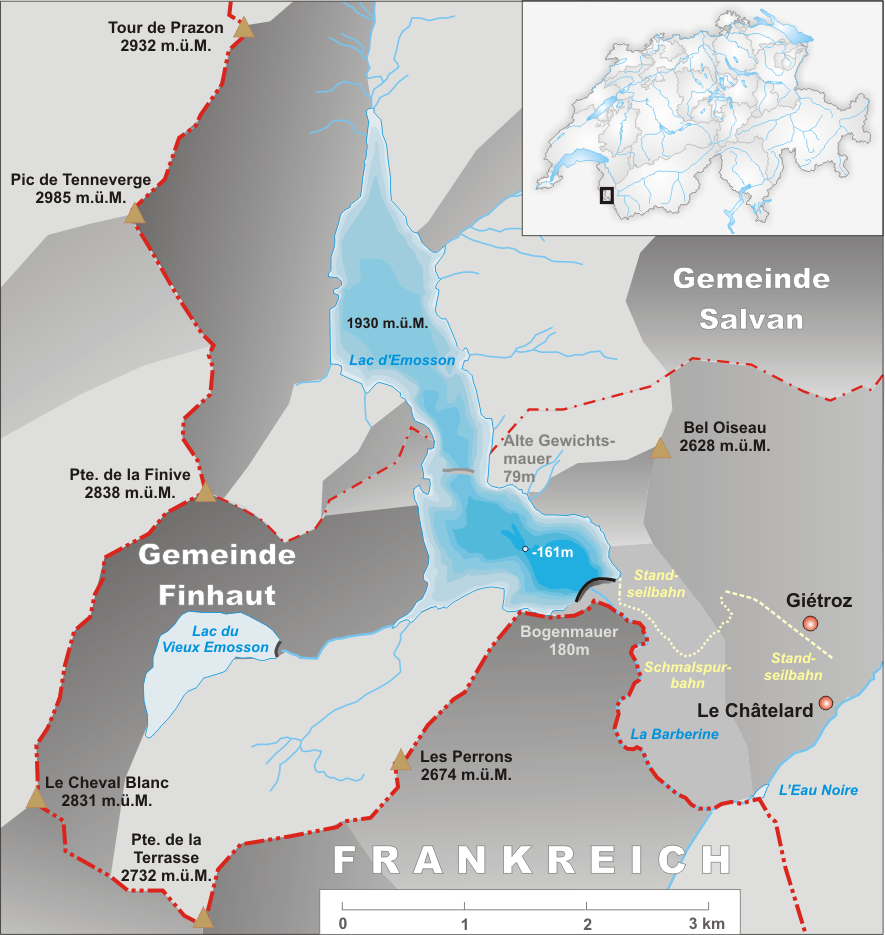
Carte du lac d'Émosson et du lac du Vieux Émosson.